# 대구광역시도 제83호선
청수로(Cheongsu-ro)는 대구광역시 남구 중동교 에서 달서구 상인동 담티고가교를 잇는 대구광역시의 도로이다.

## 주요 경유지
대구광역시
- 남구 봉덕동 - 수성구 (중동 - 황금동 - 만촌동)

## 노선
| 이름               | 접속 노선                        | 소재지         | 소재지         | 비고           |
| 대덕로 와 직결     | 대덕로 와 직결                   | 대덕로 와 직결 | 대덕로 와 직결 | 대덕로 와 직결 |
| ------------------ | -------------------------------- | -------------- | -------------- | -------------- |
| 중동교             |                                  | 대구광역시     | 남구           |                |
| 중동네거리         | 대구광역시도 제69호선 (수성로)   | 대구광역시     | 수성구         |                |
| 들안길네거리       | 대구광역시도 제71호선 (들안로)   | 대구광역시     | 수성구         |                |
| 황금네거리         | 대구광역시도 제77호선 (동대구로) | 대구광역시     | 수성구         |                |
| 성동초등학교교차로 | 청수로45번길                     | 대구광역시     | 수성구         |                |
| 황금고가교네거리   | 대구광역시도 제23호선 (청호로)   | 대구광역시     | 수성구         |                |
| 두리봉터널         |                                  | 대구광역시     | 수성구         |                |

## 주요 건물 및 시설
- SK에너지 행복충전 동일가스충전소 (대구광역시 수성구 청수로 1)
- LG유플러스 중동 중동점 (대구광역시 수성구 청수로 19)
- 우리은행 대구중동지점 (대구광역시 수성구 청수로 173)
- 스타벅스 대구중동네거리DT점 (대구광역시 수성구 청수로 51)
- 현대자동차 중동대리점 (대구광역시 수성구 청수로 54)
- 세븐일레븐 대구상동대리점 (대구광역시 수성구 청수로 54)
- 기아 황금지점 (대구광역시 수성구 청수로 60)
- GS칼텍스 황금기름창고주유소 (대구광역시 수성구 89)
- GS칼텍스 흥구석유 동신주유소 (대구광역시 수성구 94)
- 투썸플레이스 대구황금점 (대구광역시 수성구 청수로 (107)
- 세븐일레븐 대구카네기점 (대구광역시 수성구 청수로 114)
- 맥도날드 대구황금DT점 (대구광역시 수성구 청수로 157)
- 스피드메이트 황금점 (대구광역시 수성구 청수로 158)
- S-OIL 한일주유소 (대구광역시 수성구 청수로 162)
- 스타벅스 대구황금DT점 (대구광역시 수성구 청수로 164)
- LG헬로비전 대구방송 (대구광역시 수성구 청수로 165)
- GS칼텍스 황금캐슬주유소 (대구광역시 수성구 청수로 172)
- GS25 황금캐슬점 (대구광역시] 수성구 청수로 172)
- 공차 대구 황금점 (대구광역시 수성구 청수로 176)
- 배스킨라빈스 대구황금점 (대구광역시 수성구 청수로 180)
- 파리바게트 대구황금점 (대구광역시 수성구 청수로 184)
- 하나은행 황금동지점 (대구광역시 수성구 청수로 214)
- iM뱅크 황금동지점 (대구광역시 수성구 청수로 235)
- 달구벌신협황금점 (대구광역시 수성구 청수로 235)
- 대구황금동우체국 (대구광역시 수성구 청수로 243)
- 황금지구대 (대구광역시 수성구 청수로 245)